# Motoyuki Shitanda
Motoyuki Shitanda (Japans: 四反田素幸, Shitanda Motoyuki) (Osaka, 26 augustus 1952)  is een Japans componist, muziekpedagoog, musicoloog en dirigent. 

## Levensloop
Shitanda studeerde aan de Tokyo National University of Fine Arts and Music onder andere bij Toshiro Mayuzumi en Kenjiro Urata, waar hij in maart 1979 in compositie afstudeerde. 
Tegenwoordig is hij professor aan de Akita Universiteit in Akita en doceert compositie. Eveneens is hij docent aan de Saintly Spirit Woman Junior College in Akita. Hij is ook gastdocent aan het Trinity College of Music in Londen.
Voor zijn werken kreeg hij verschillende prijzen en onderscheidingen, zoals in 1985 de 1e prijs bij de Sasagawa compositie-wedstrijd voor zijn Festival March en in 1993 een 1e prijs bij de 1st Asahi composition competition. Shitanda is lid van de Japanese composer conference en de Japanese Bandmasters academic society

## Compositie

### Werken voor orkest
- 1998 Recollection
- 1994 Symfonie for the Citizens Nr. 1
- 1995 Fantasy
- 1995 Songs of Space
- 1998 Portrait of Two Persons
- 1998 Concerto, voor altviool en orkest
- 1999 Gandhavas Fantasy
- 2000 In the grove
- 2000 Path
- 2000 Afternoon Lullaby
- 2000 Incantation
- 2003 Symfonie for the Citizens No. 2
- 2003 The Sea
- 2004 Fire-music
- 2005 Gekka-san-ei
- Tune of fire
- Voice of dry adding

### Werken voor harmonieorkest
- 1984 Festival March
- 1988 March in blue
- 1989 Fantastic tune "Wall Picture"
- 1990 Sketch of Sound
- Celebration prelude
- Day of celebration festival
- "Hekiga" Fantasy for Band
- Kazuno winter national body fanfare
- The Akita or cedar national body fanfare

### Werken voor koren
- 1981 Winter, voor vrouwenkoor en kamerorkest

### Liederen
- Akita prefectural Oga industrial high school alma mater song
- Akita prefectural Nishime high school alma mater song
- Akita prefectural hygienic nursing institute song
- Lagoon Kamiichi citizen song
- Noshiro municipal Josai elementary school alma mater song
- Noshiro municipal Jonan elementary school alma mater song

### Kamermuziek
- 1989 Prelude for Celebration, voor koperblazers, slagwerk en orgel
- 1992 Pastoral, voor dwarsfluit en piano
- 1997 Retrospection, voor altviool en piano
- 2005 'The Voice of Dryad, voor marimba

### Werken voor traditionele Japanse instrumenten
- 1986 Mugenka, voor koto-ensemble
- Two Movements for Seventeen Strings Koto (won in 1983 een speciale prijs van de Agency for Cultural Affairs)

## Publicaties
- Motoyuki Shitanda: The Rhythm Technique of Maurice Ravel - Memoirs of the College of Education Akita University, Bulletin of Universities and Institutes, 1986
- Motoyuki Shitanda: Rimsky-Korsakov's idea on scoring for wind section in his orchestral works - Memoirs of Band Masters Academic Society of Japan, Bulletin of Universities and Institutes, 1992